# Fray Bentos
Fray Bentos és una ciutat de l'oest de l'Uruguai i la capital del departament de Río Negro. Va ser fundada el 1858, encara que el seu origen és anterior. La seva població és de 25.031 habitants, segons les dades del cens del 2006. Està situada sobre el marge est del Riu Uruguai, té un port d'aigües profundes i es troba unida a la província d'Entre Ríos, a la República Argentina, per un pont binacional denominat "Puente Libertador General San Martín".
El juliol de 2015 va ser inclosa en la llista del patrimoni de la Humanitat per la UNESCO, dins el conjunt «Paisatge Cultural Industrial Fray Bentos».

## Història

### Etimologia
El nom Fray Bentos porta certa incertesa. No obstant això, hi ha coincidència en el fet que podria derivar d'un frare de cognom Bentos, un religiós del segle xvi que es va instal·lar a la zona que avui rep el nom de Rincón de Haedo. En l'actualitat allà sorgeix la població del mateix nom. Aquest religiós va fundar allà un assentament que, segons documenten els historiadors, va ser obligat a despoblar per dues vegades a les mans d'incursions indígenes violentes encapçalades per un indi anomenat "Iramundi". Les versions històriques porten a justificar la posterior reclusió del religiós en una gruta trobada a la zona del rierol Caracoles, al sud de l'actual ciutat de Fray Bentos.
El registre del terme Fray Bentos porta els investigadors a referències molt enrere en el temps. Ja el 1692, un viatge pel Riu de la Plata i els seus afluents, fet pel Capità Manuel de Ibarbelz, seguint ordres del llavors Governador de Buenos Aires, Agustín de Robles, dona compte al seu diari i anotacions cartogràfiques sobre les "barrancas de Fray Bentos" a més d'altres observacions detallades de la geografia inconfusible dels voltants de la ciutat de Fray Bentos.
En un altre àmbit d'investigació, l'historiador uruguaià Ariosto Fernández, fent referència a la "Carta Espanyola del Riu de la Plata, Uruguai i Paraná" (Època de Carles II d'Espanya, 1703), realitzada pel Capità d'Enginyers Gregorio Gómez, descobreix la referència al toponímic Fray Bentos.
Una altra documentació que esmenta el nom Fray Bentos és el mapa "De les Missions de la Companyia de Jesús als rius Paraná i Uruguai", delineat per un sacerdot de la Companyia de Jesús de nom Joseph Quiroga y Méndez, el 1749. Aquest mapa va ser posteriorment publicat per Franceschelli l'any 1753 a Itàlia. El mapa en qüestió es refereix a cursos d'aigua i esmenta "Fray Bentos" com un d'ells, nom que avui continua portant un rierol al sud de la ciutat, el mateix observat per Quiroga y Méndez.

### Segles XIX i XX

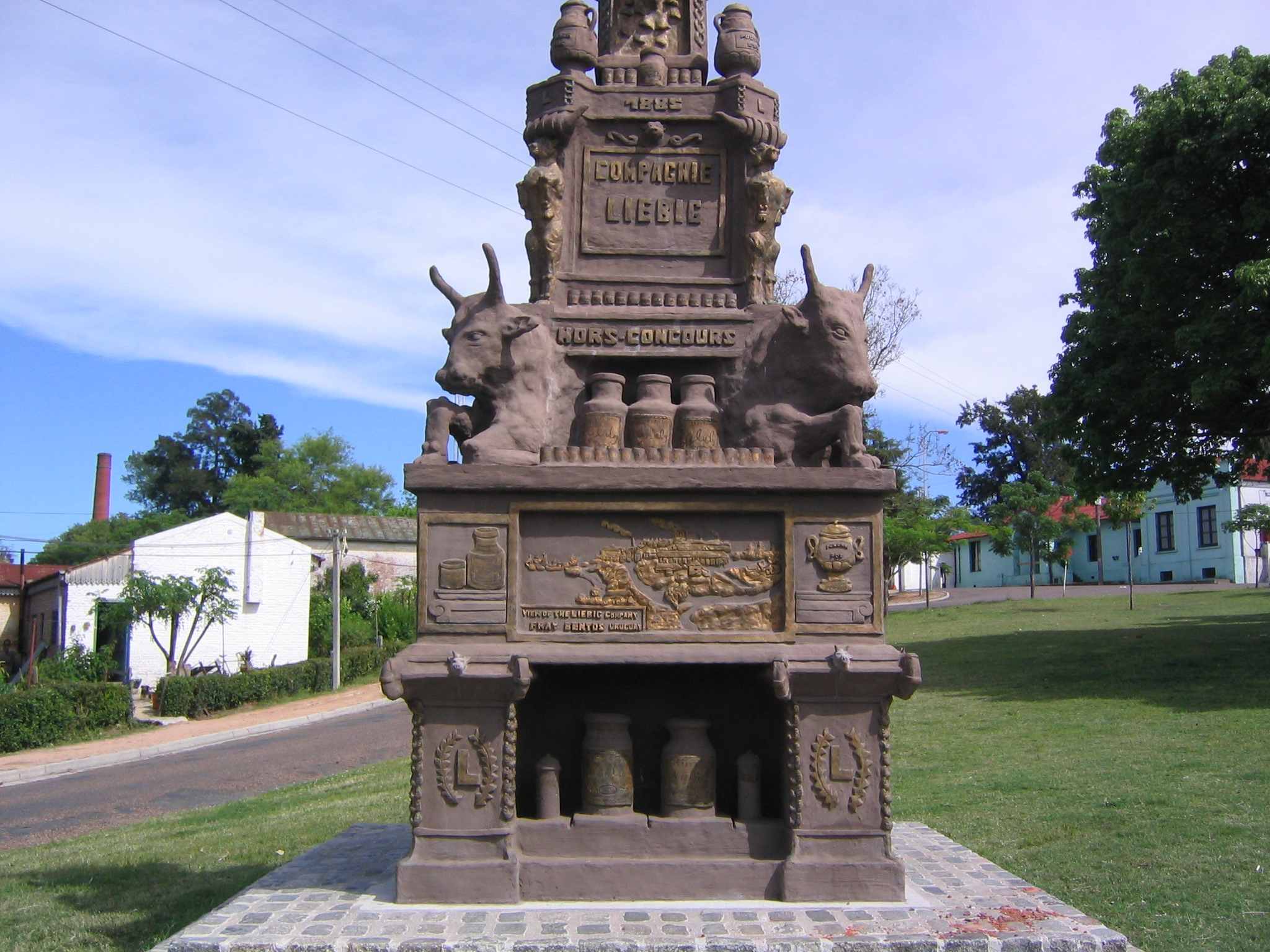
Antiga indústria càrnia de la ciutat, avui convertida en un museu.

Durant el govern de Rosas a l'Argentina, el riu Uruguai es va obrir a la navegació i es va fomentar l'exportació per vies aquàtiques. El 1855 el port de la ciutat de Gualeguaychú no podia amb el comerç existent, a més de dificultats amb el calat. A l'altra vora, les barrancas de Fray Bentos oferien un excel·lent port natural, però no hi havia fins i tot allà cap centre poblat.
El doctor Isidoro de María, uruguaià i Vicecònsol a la ciutat de Gualeguaychú, va començar a encoratjar l'aparició de nous poblats a la vora uruguaiana. Per llavors, el 1857, un home de negocis, José Hargain, decideix instal·lar un hostal a la vora de Fray Bentos, tasca que va portar endavant no abans sense sol·licitar permís a la família Haedo, propietària de les terres, de manera que Hargain va ser el primer poblador de la zona específica del que seria posteriorment la ciutat de Fray Bentos.
El 1858, un grup d'empresaris uruguaians, anglesos, alemanys i irlandesos provinents de Montevideo, compren les terres i les donen al govern uruguaià per fundar allà el que inicialment es va conèixer com a "Villa Independencia" (16 d'abril de 1859).
Durant 1861, l'enginyer alemany Georg Giebert, porta a la ciutat la idea d'instal·lar una indústria que canviaria la forma de producció, "l'extracte de carn" (en anglès, Corned Beef), elaboració que s'emportaria endavant amb la fórmula del químic alemany Justus von Liebig. Sorgeix així la "Giebert et Compagnie" el 1863. Aquest producte es va fer tan famós que durant les dues grans Guerres, Fray Bentos va ser considerat "el frigorífic del món" i un dels majors proveïdors de Corned Beef per a les forces aliades.

## Turisme

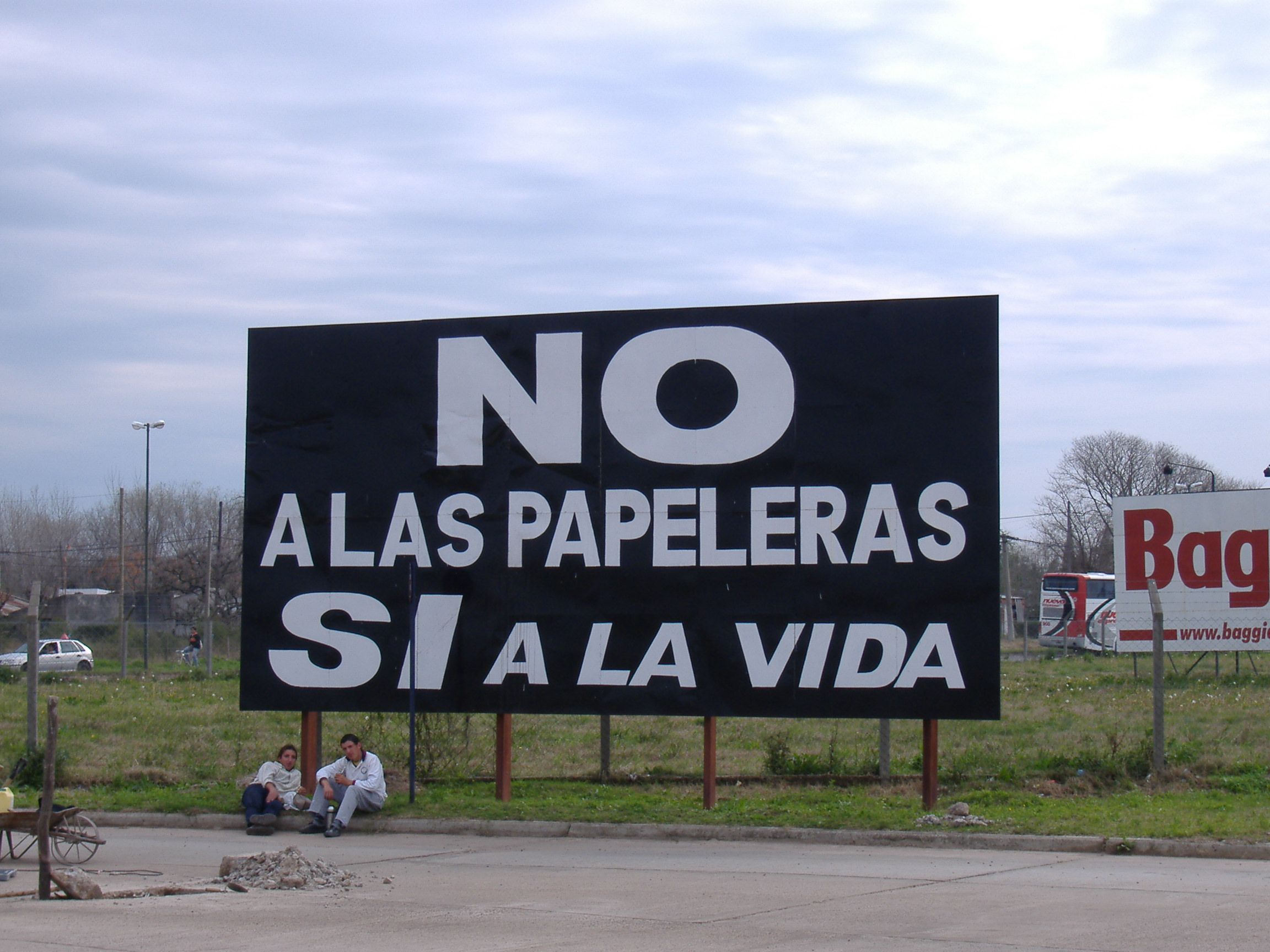
La manifestació ambientalista de la fronterera Gualeguaychú va afectar seriosament el turisme de la zona durant cinc anys.

Fray Bentos té un port propi d'ultramar amb aigües prou profundes com per allotjar vaixells de gran port.
Arribant, i des del més alt del pont, es pot albirar a la llunyania i a la dreta "L'Anglo" i la seva xemeneia, postal típica de Fray Bentos, Museu-Frigorífic on s'elaboraven derivats de la carn esmentats anteriorment. Convertida en museu, una part va ser cedida per a discoteques ballables a la vora del riu. La primera i més famosa, "Fuel Oil" va funcionar durant els anys 1900 i la seva estructura respectava l'arquitectura industrial del lloc, que precisament portava el seu nom per ser un depòsit de combustible. Al loft principal es conservaven fins i tot elements de l'època com un extintor i una Bandera d'Anglaterra.
A 8 km del centre urbà, es troba el balneari Las Cañas, un complex turístic situat en una muntanya autòctona de canyes, ceibos i varietat d'arbres natius, amb àmplies platges de sorra i aigües sobre el Riu Uruguai. El sector del càmping està dividit en diverses zones que compten amb suficient infraestructura sanitària.

## Actualitat

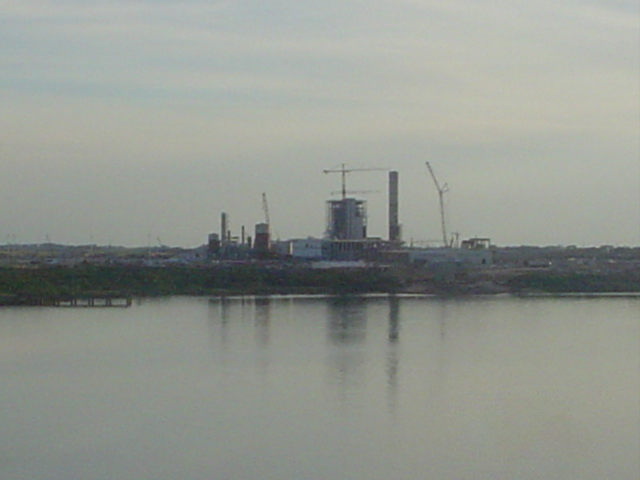
Empresa finlandesa Botnia, a Fray Bentos.

En les proximitats d'aquest pont i a 2 km de la ciutat de Fray Bentos, el govern uruguaià del president Jorge Batlle va autoritzar la instal·lació de dues plantes de producció de pasta de cel·lulosa, a les empreses Botnia (Finlàndia) i ENCE (Espanya), sobre el Riu Uruguai.
Aquesta autorització va generar un conflicte entre l'Argentina i l'Uruguai després que els activistes reunits sota l'"Assemblea Ciutadana Ambiental de Gualeguaychú" de la ciutat argentina del mateix nom, decidissin tallar el trànsit pel pont San Martín, afectant dramàticament el comerç i el turisme de la ciutat i del país en general. Malgrat els intents mediadors i de les negociacions entre ambdós països el conflicte es va estendre fins al 2010.

## Literatura
L'escriptor argentí Jorge Luis Borges, la mare del qual havia nascut en aquesta ciutat uruguaiana, desenvolupa el seu conte Funes el memorioso a Fray Bentos i el nomena El Aleph, el qual ha portat a pensar a molts lectors i crítics mal informats que es tracta d'una ciutat imaginària i mítica com a la Macondo del colombià Gabriel García Márquez.

## Persones destacades
- Juan José Crottogini Darré, metge i polític.
- Federico Elduayen, futbolista.
- Carlos Fischer, polític i president de l'Uruguai (1958-1959).
- Walter Pelletti, futbolista.